# 善知安方忠義傳

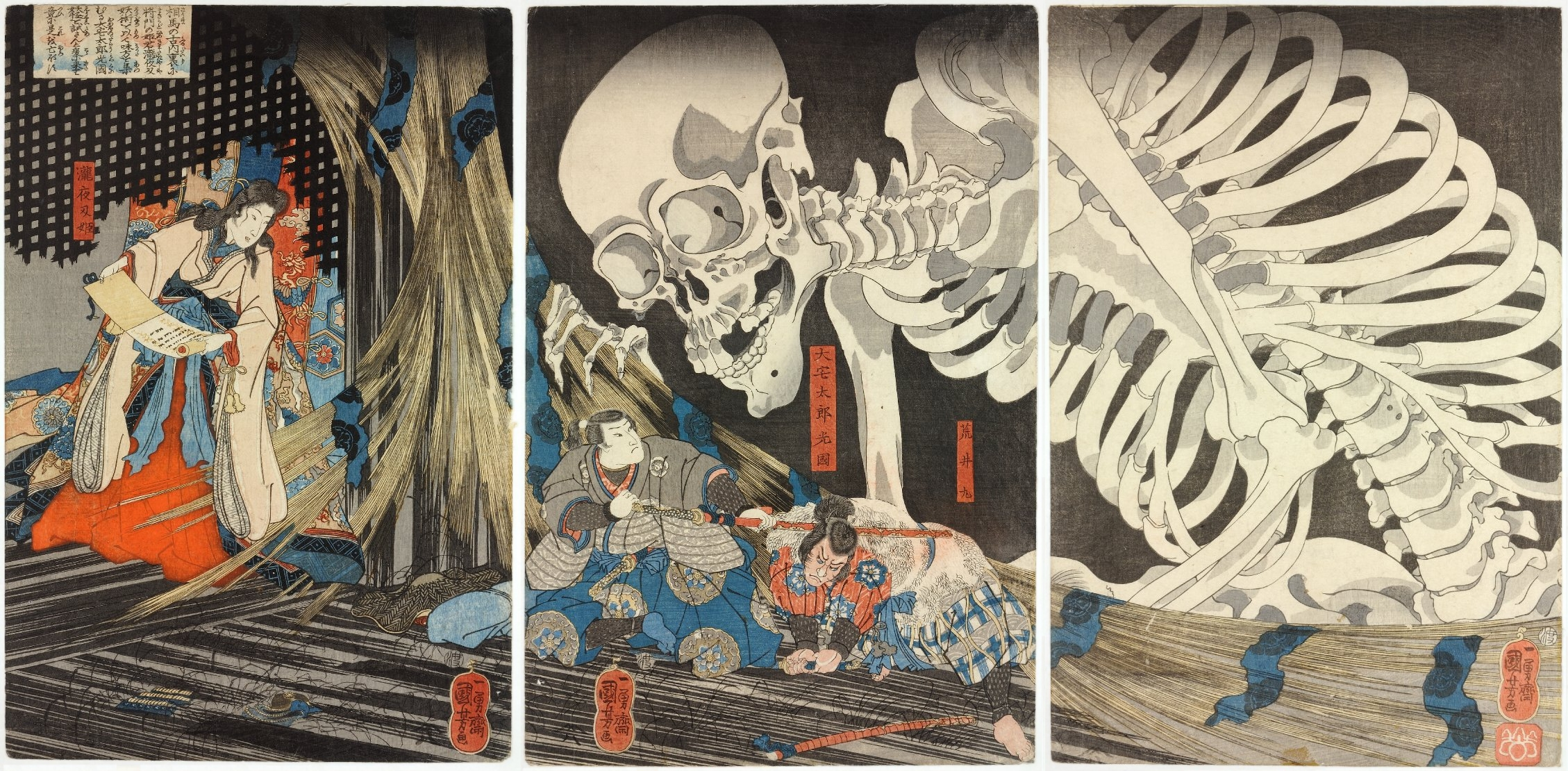
『相馬之古內裏』，约1844，歌川國芳（1797–1861），V&A 博物館編號：E.1333:1 至 3-1922。

《善知安方忠義傳》（うとうやすかたちゅうぎでん）是一本未完成的日本讀本，由山东京传撰寫。該書於文化3年（1806年）出版。據說該書是參考將門傳說和歌舞伎劇目「善知鳥」寫成的。「善知鳥安方忠義傳」是錯誤的拼寫。

## 概要
《善知安方忠義傳》描繪著平將門的遺孤平良門和瀧夜叉姬繼承父親的事業，並企圖起義的故事，與善知鳥安方夫婦的忠義和受難的故事交織在一起。
善知安方的名字在近松半二的作品《奧州安達原》中有所提及，主要登場人物為藤六左近和綱手、大宅光國和唐衣，善知安方和錦木這三對夫婦，也出現在「前太平記物」歌舞伎中，可見歌舞伎的影響。此外根據傳說，當善知鳥的父鳥叫「うとう」時，子鳥會回應地叫「やすかた」，因此善知的名字也表示了親子之間的羈絆。
京傳的《善知安方忠義傳》並未完成，後續雖由擅於完成他人作品的戲作家松亭金水續寫，於嘉永2年（1849年）完成第二篇，於萬延元年（1860年）完成第三篇，然而故事的結局仍未完成。

## 相馬之古內裏
歌川國芳根據《善知安方忠義傳》創作一組名為「相馬之古內裏」（相馬の古内裏 妖怪がしゃどくろと戦う大宅太郎光圀）的三幅大尺寸織錦畫浮世繪（右37.1×25.5公分、中37.3×25.2公分、左37.2×24.1公分）。這幅畫作被認為是在弘化2至3年間（1845至1846年）期間完成的。
故事情節描繪了居住在筑波山的日本蟾蜍精靈肉芝仙授予良門和滝夜叉姐弟妖術，他們操縱巨大的餓者髑髏、與源賴信的家臣大宅太郎光圀進行戰鬥的場景。在讀本中，原本出現在光國面前的為數百個骸骨，並進行了一場激烈的戰鬥，但國芳在該畫作中則將其化為一個巨大的骸骨，並描繪它突破布幕、大幅度露出上半身的場景，塑造著極為強大的怨念。
畫作標題，「相馬之古內裏」指的是將門的政庁在下総相馬的廢屋，滝夜叉利用妖術聚集盟友的地方，繼承父親的遺志並策劃叛亂。。
這幅版畫的副本收藏在檀香山藝術博物館，由其前任所有者維克多·S·K·休斯頓於1941年捐贈。

## 外部連結
- 维基共享资源上的相關多媒體資源：善知安方忠義傳
- 「江戸期の文芸・絵画にみる将門」 （页面存档备份，存于）千葉県立関宿城博物館（日语：千葉県立関宿城博物館）